# クレショ・リュビチッチ
クレショ・リュビチッチ（Krešo Ljubičić、1988年9月26日 - ）は、ドイツ・ハーナウ出身のサッカー選手。ポジションはMF。
2007-08シーズンにアイントラハト・フランクフルトの下部組織から昇格した。
2009年6月、フランクフルトとの契約終了後にクロアチアのHNKハイデュク・スプリトへ移籍した。
| スタブアイコン | サブスタブ | この項目は、まだ閲覧者の調べものの参照としては役立たない、サッカー選手に関連した書きかけの項目です。この項目を加筆・訂正などしてくださる協力者を求めています（P:サッカー/PJ:サッカー選手/PJ:女子サッカー）。 |